# Valhall
För andra betydelser, se Valhall (olika betydelser).

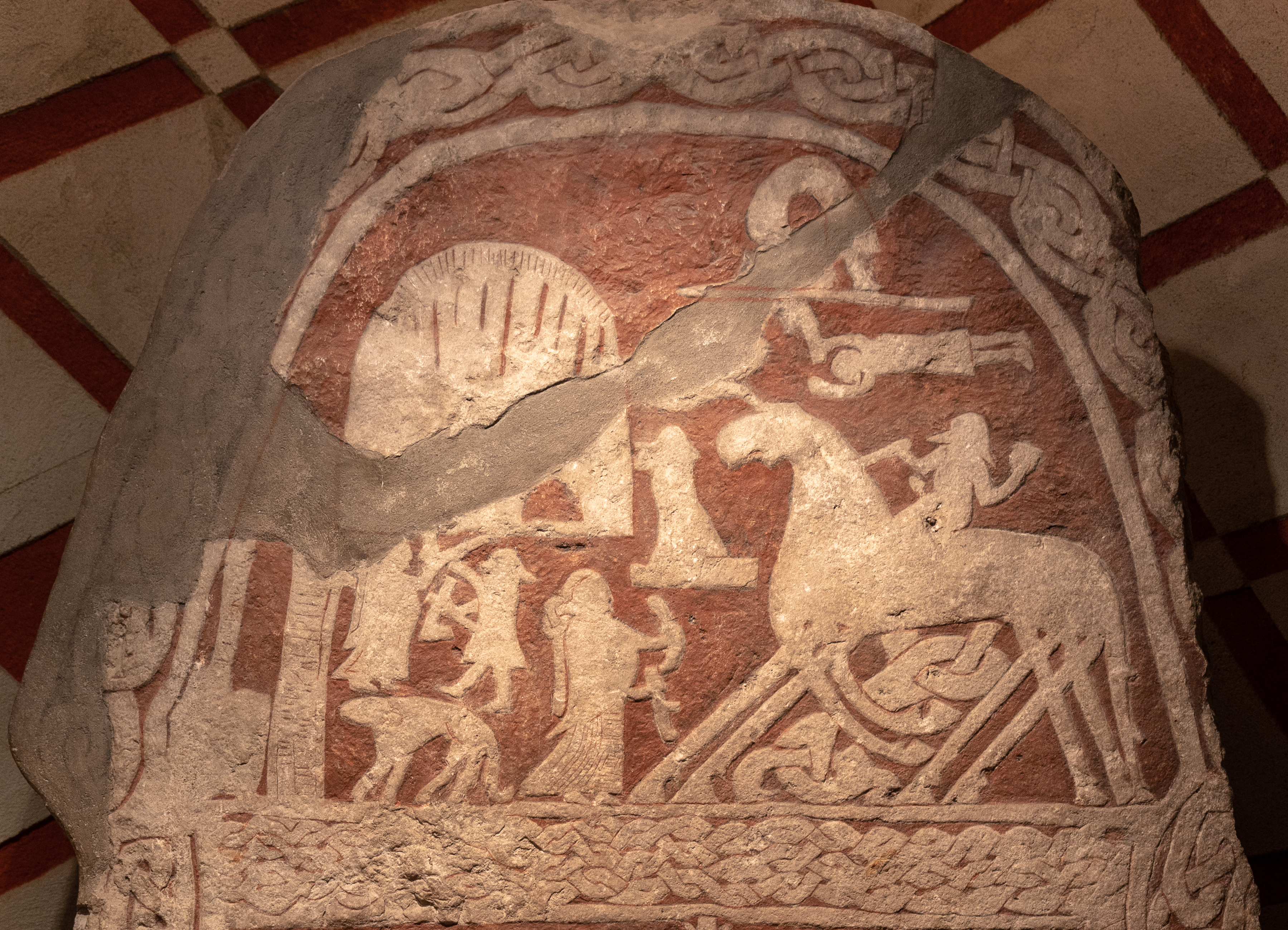
Oden på Sleipner som blir erbjuden ett dryckeshorn av en valkyria i vad som tros vara Valhall på Tjängvidestenen.

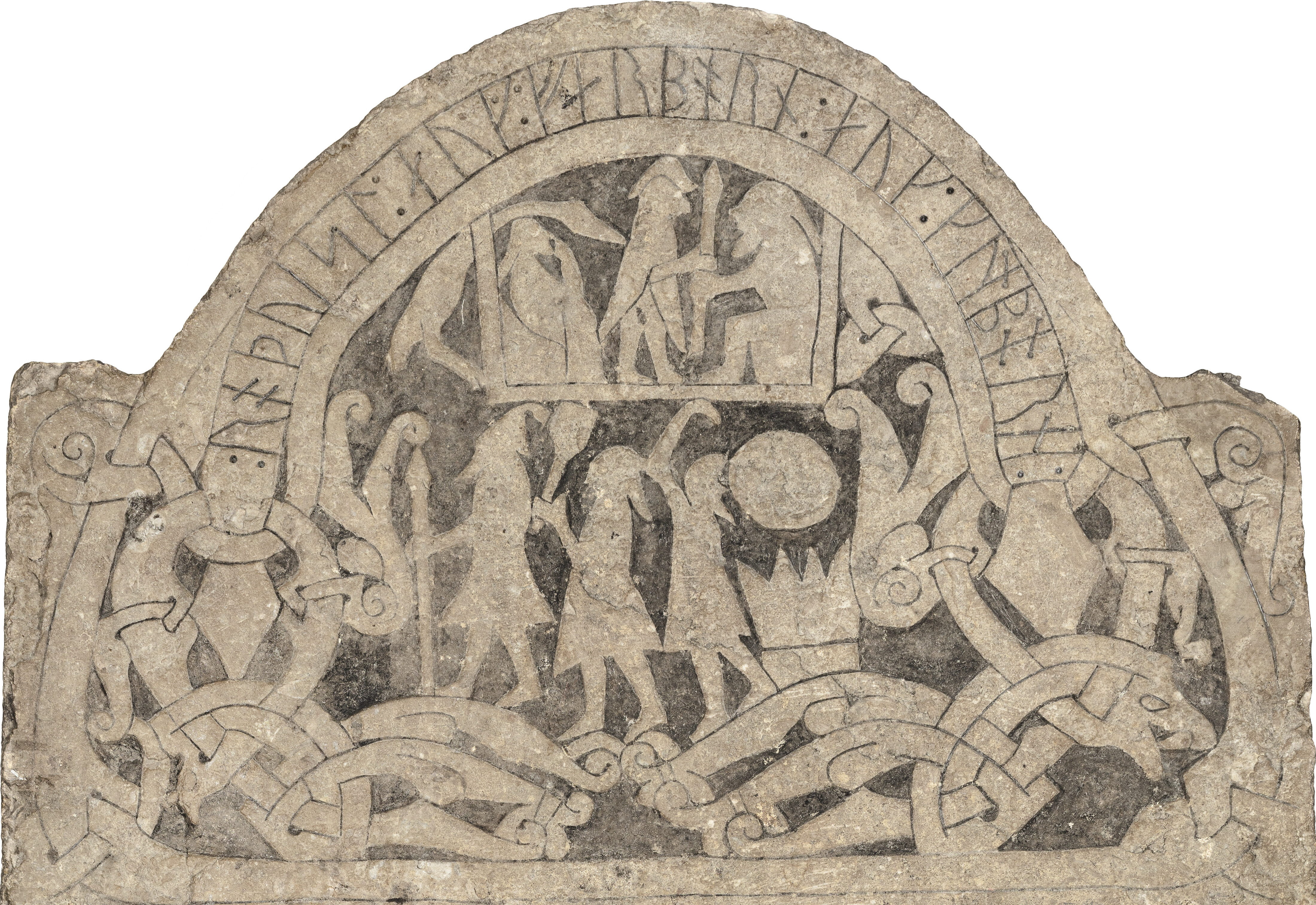
Gotlands runinskrifter 181 som ovan avbildar ett rum som tros föreställa Valhall där Oden tillsammans med Frigg välkomnar en stupad krigare som levererats av en valkyria i svanhamn (svanskepnad). Oden räcker den döde krigaren sitt spjut Gungner såsom tecken på att han är upptagen bland Valhalls enhärjar. De tre figurerna nedan tros avbilda Oden med Gungner, Tor med Mjölner och Frej med en skära (samma motiv tros kan vara avbildat på Skogbonaden).

Valhall (fornvästnordiska: Valhǫll, fornöstnordiska: *Valhal, ”de stupades hall”, se Valr), under nationalromantiken även Valhalla, är i nordisk mytologi och asatro ett dödsrike i Asgård dit stupade i strid och stora krigare kan hamna i livet efter detta. Det är allfadern Odens boning och används av honom för att samla en armé stridsvilliga krigare inför slutstriden vid ragnarök (världens undergång) där de ska strida på asagudarnas sida en sista gång.

## Etymologi
Valhall på modern svenska är inlånat från fornisländskans Valhǫll. Förledet kommer av fornnordiska valr som enkelt betyder stupad i strid. Efterledet fornnordiska hǫll är desamma som ”hall” och betyder stor sal för fester och liknande. Filologer som Calvert Watkins har noterat att samma indoeuropeiska rot för hall även producerade det fornnordiska hel, ett egennamn för både dödsriket Hel, och gudinnan Hel som övervakar den.[källa behövs]
Den feminina formen Valhalla som är populär i engelsktalande länder kommer från romantikens översättningar av de fornnordiska sagorna och var ett försök att förtydliga ordet hǫlls grammatiska genus som feminint för att göra det mer romantiserat. I modern isländska blir det Valhöll, medan i norskan blir det Valhall (som i modern svenska), på färöiska Valhøll och i danskan Valhal.

### Binamn
- Gladsheim ("glanshem") - omtalat som det största huset i Asgård med Odens och tolv andra högsäten. Täckt med guld både ut- och invändigt. Med största sannolikhet identiskt med Valhall.
- Valaskjalf ("de stupades plan") – som dock i Grímnismál inte tillskrivs någon gud.

## Beskrivning
Valhall ligger i asagudarnas hemvist Asgård och är allfadern Odens boning. Där samlar han döda tappra krigare i syfte att bygga en armé stridsvilliga krigare som ska strida på asagudarnas sida under slutstriden vid ragnarök som leder till världens undergång. I Valhall upptar Oden de fallna som sina söner, kallade enhärjar, och låter de festa och slåss i väntan på slutstriden. Var dag slåss, stupar och uppstår enhärjarna och var kväll har de fest och äter av grisen Särimner och annan mat. Valhall är i grunden en festhall uppbyggd av förgyllda vapen och sägs enligt legenden ha 540 dörrar och ett tak bestående av gyllene sköldar. Genom varje dörr kunde 800 (fallna) hjältar samtidigt gå in i bredd. Enhärjarna får även vistas i Vingolf, asynjornas boning.
För att koras till Valhall efter döden förutsätts att man varit en stor krigare som stupat ärofullt och därmed visat sig värdig att i döden fortsätta sin krigarbana i Odens tjänst, men även stora krigare som aldrig förlorat sina strider kan tänkas få äran efter döden. För de som inte platsade för denna elittjänst fanns andra dödsriken såsom Helhem. För att kora och hämta stupade till Valhall har Oden en skara själaförare kallade valkyrior, kvinnliga krigarväsen klädda i ringpansar som vakar över slagfält under förklädnad av korphamn (korpskepnad) eller liknande. De som stupat tappert hämtas sedan på hästrygg och flygs iväg till efterlivet i hamnförklädnad av ett svanpar (bland annat).

### Grimnesmål
I Grimnesmål (Grímnismál) vers 9-10 nämns följande:
Alla som komma till Odens boning
känna igen den genast:
sköldtäckt, med spjut till sparrar, är huset,
bänkarna strödda med brynjor.

Alla som komma till Odens boning
känna igen den genast:
det hänger en varg väster om porten,
en örn sitter lutad däröver.
Enligt sägnen får Oden inte alla korade stupade, utan ska ena hälften av de stupade går till Freja i Folkvang av oviss anledning och Freja sägs haft rätt att välja sin halva. I Grimnesmål (Grímnismál) står följande:
| Fornnordiska: Fólkvangr er inn níundi, en þar Freyja ræðr sessa kostum í sal; halfan val hon kýss hverjan dag, en halfan Óðinn á. | Direktöversättning: Folkvang är den nionde, en där Freja råder sätens kost i sal; halvan stupade hon tjusar var dag, en halvan Oden å. | Nusvenska: Folkvang är den nionde, och där avgör Freja sittplatsernas befogande i salen. Hälften av de stupade hon väljer var dag, den andra halvan får Oden ta. |

Brage och Hermod välkomnar å Odens vägnar de förnämsta gästerna som fått bänkplats hos hjältarna i Valhall.

## Andra fornnordiska dödsriken
- Folkvang
- Helgafjäll (Helgafell) – det heliga fjället[8]
- Helheim
- Ran – havsdjupets gudinna, som har en sal för döda